# Gouvernement Sauhadsch
Das Gouvernement Sauhadsch (arabisch محافظة سوهاج Muhāfazat Sauhādsch, DMG Muḥāfaẓat Sawhāǧ, ägyptisch-arabisch Muḥāfẓet Sōhāg bzw. Sōhādsch) ist ein Gouvernement in Ägypten mit 4.967.409 Einwohnern und liegt in Mittelägypten.
Sauhadsch liegt auf beiden Seiten des Nils, es grenzt im Norden an das Gouvernement Asyut, im Osten an das Gouvernement al-Bahr al-ahmar, im Süden an das Gouvernement Qina und im Westen an das Gouvernement al-Wadi al-dschadid. Der Ostteil des Gouvernements erstreckt sich bis in die Arabische Wüste. Das Verwaltungszentrum ist seit 1960 Suhag, davor war es die Stadt Girga und der damalige Name war Girga Gouvernement.

## Archäologie
Im April 2019 entdeckte die archäologische Mission des Ministry of Tourism and Antiquities unter der Leitung von Mostafa Waziri ein Grab eines Adligen namens Toutou und seiner Frau auf dem archäologischen Gelände von al-Dayabat, das aus der Zeit des Ptolemäerreichs stammt. Das Grab bestand aus zwei kleinen Kammern mit zwei Kalkstein-Sarkophagen. Außerdem wurden eine gut erhaltene Mumie sowie mumifizierte Tiere (darunter Falken, Adler, Katzen, Hunde und Spitzmäuse) im Grab entdeckt.

## Städte
- Achmim
- Dar el-Salam
- el-Balabisch
- el-Balyana
- el-Manscha (Ptolemais Hermiou)
- el-Maragha
- el-Usayrat
- Girga (Tjeny or Thinis)
- Dschuhaina
- Sakulta
- Sohag
- Tahta
- Tima